# Nicole Mitchell
Nikole Mitchell (Jamaica, 5 de junio de 1974) es una exatleta jamaiquina especializada en la prueba de 4 x 100 m en la que llegó a ser medallista de bronce mundial en 1993.

## Carrera deportiva
En el Mundial de Stuttgart 1993 ganó la medalla de bronce en los 4 x 100 metros, con un tiempo de 41.94 segundos, tras Rusia y Estados Unidos, siendo sus compañeras de equipo: Juliet Campbell, Michelle Freeman y Merlene Ottey.
En los JJ. OO. de Atlanta 1996 ganó el bronce en la misma prueba, tras Estados Unidos y Bahamas, siendo sus compañeras de equipo en esta ocasión: Michelle Freeman, Juliet Cuthbert, Merlene Ottey, Gillian Russell y Andria Lloyd.